# Magna MILA Plus
Pour les articles homonymes, voir Magna, Mila et Plus.
La Magna MILA Plus ou Magna Steyr MILA Plus est un concept car de Supercar hybride électrique GT, du constructeur automobile-équipementier autrichien Magna Steyr, présentée au salon international de l'automobile de Genève 2015.

## Historique
Ce septième concept car « Mila » de l'équipementier autrichien est conçu sur une structure-châssis en aluminium, pour un faible poids total de 1 520 kg, avec toit et arrière fastback intégralement vitré, et des matériaux en grande partie recyclables. 

Concours d'élégance Villa d'Este 2015 du lac de Côme
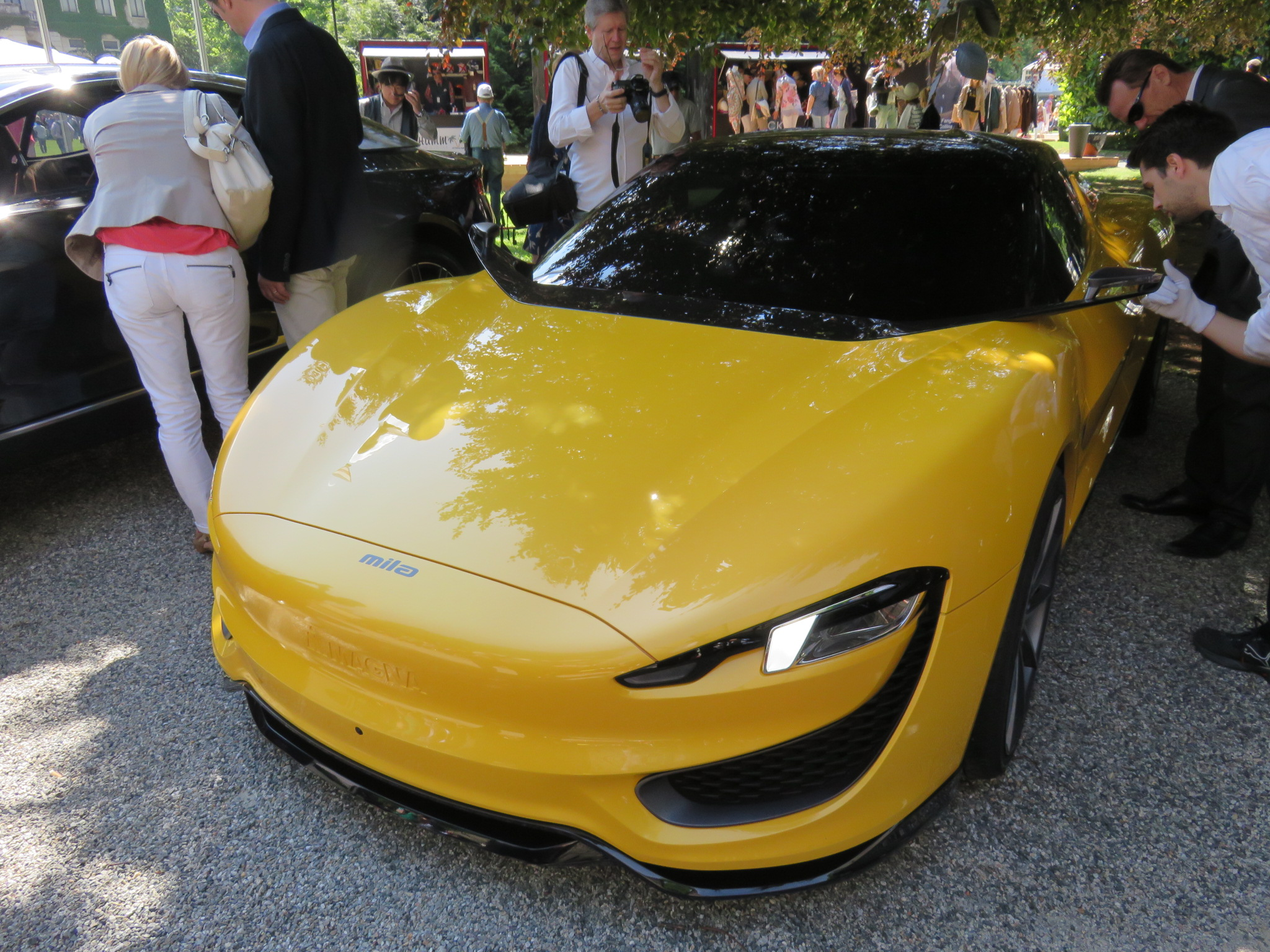
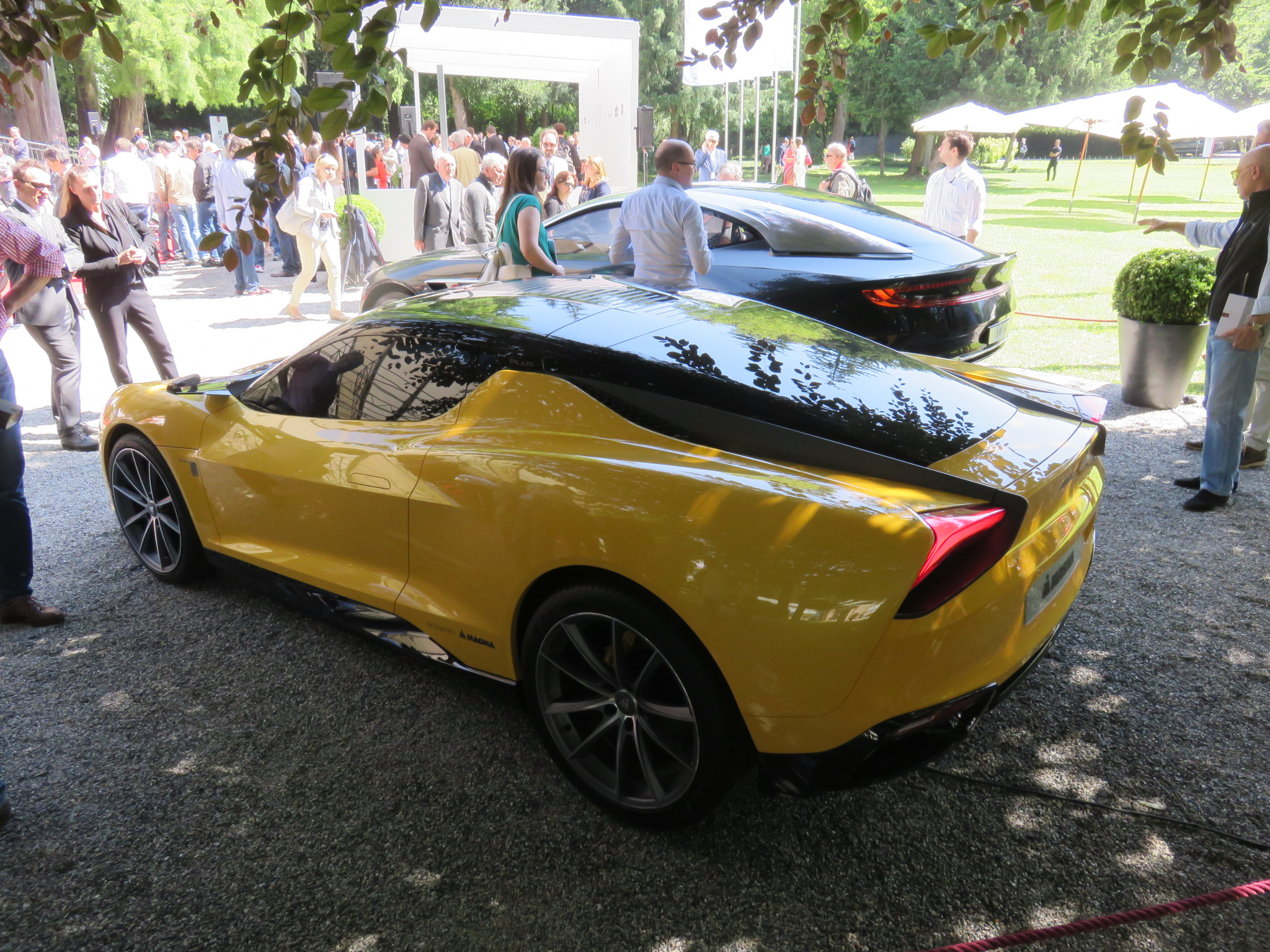
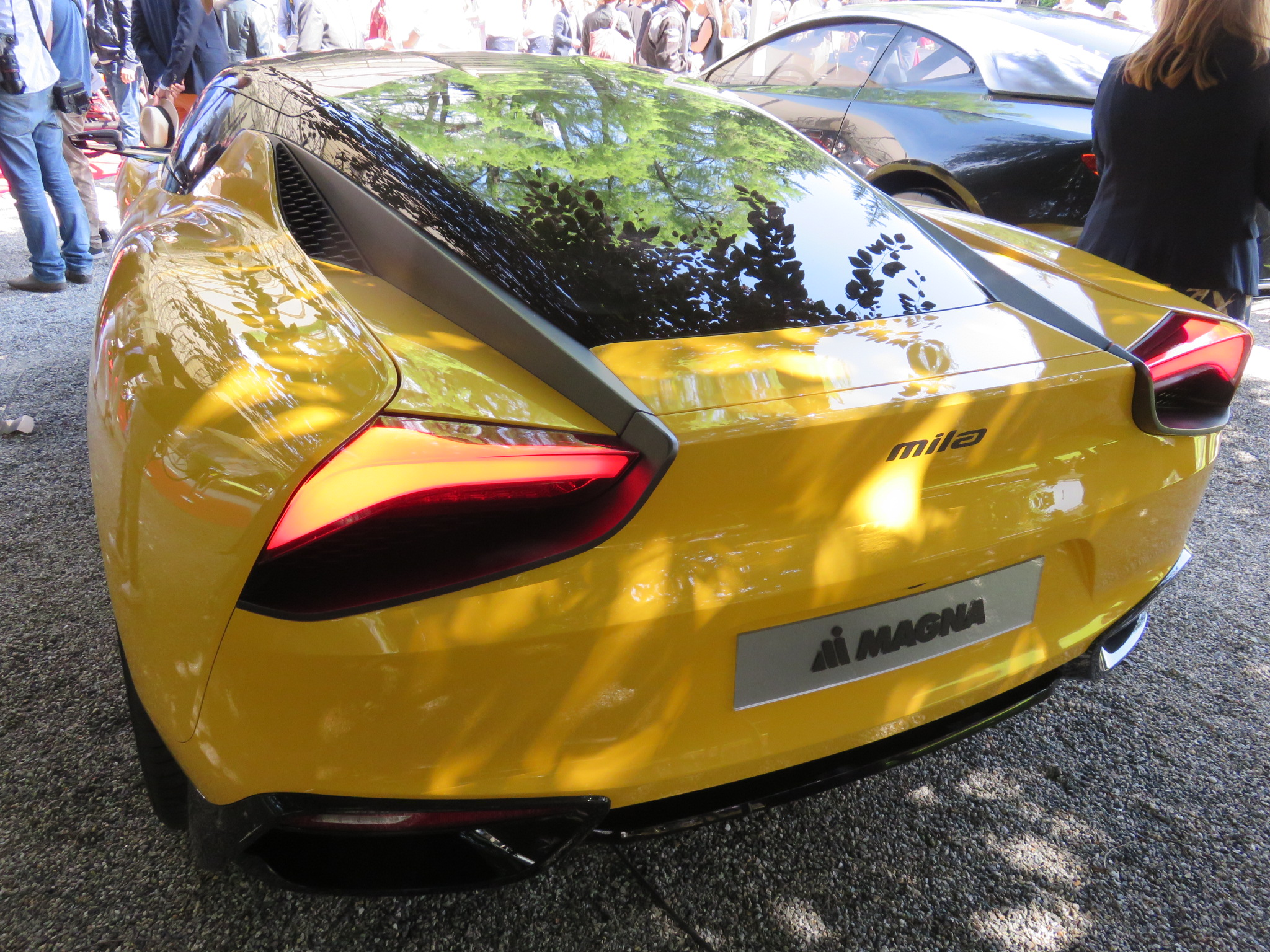

### Motorisation
Elle est motorisée par un moteur 3 cylindres essence hybride électrique et deux moteurs électriques (un sur chaque essieu) pour une puissance combinée de 272 ch, et un 0 à 100 km/h en 4,9 s (ou 0 à 80 km/h en 3,6 s en mode tout électrique) pour une autonomie annoncée de 500 km, et de 75 km en mode électrique.